# Wrap Me Up in Plastic
Wrap Me Up in Plastic è il secondo album studio del gruppo pop punk statunitense Sugarcult, autoprodotto e pubblicato nel 2000. Comprende alcune canzoni che saranno in seguito ripubblicate nell'album Start Static, oltre ad una cover di Elvis Costello, No Action.

## Tracce
1. Say I'm Sorry – 2:25
2. Pretty Girl – 3:37
3. Saying Goodbye – 3:27
4. How Does It Feel – 3:02
5. Bruises – 2:36
6. I'm Alright – 3:07
7. First Band – 2:59
8. You're the One – 1:46
9. No Action – 1:49
10. Killing Me – 2:14
11. Over Now – 3:18
12. Drive All Day – 3:27
13. Bouncing Off the Walls – 2:30

## Formazione
- Tim Pagnotta - voce, seconda chitarra
- Marko DeSantis - prima chitarra
- Airin Older - basso, voce d'accompagnamento
- Ben Davis - batteria
- Thom Flowers - produttore